# 9341 Грейскеллі
9341 Грейскеллі (9341 Gracekelly) — астероїд головного поясу, відкритий 2 серпня 1991 року.
Тіссеранів параметр щодо Юпітера — 3,434.